# Новгородская провинция
Новгоро́дская прови́нция — одна из провинций Российской империи. Центр — город Новгород.
Новгородская провинция была образована в составе Санкт-Петербургской губернии по указу Петра I «Об устройстве губерний и об определении в оныя правителей» в 1719 году. В состав провинции были включены города Великий Новгород, с пригородами Порхов и Ладога, и Старая Русса. По ревизии 1710 года в провинции насчитывалось 26,0 тыс. крестьянских дворов.
В 1727 году Новгородская провинция была включена в состав новой Новгородской губернии. В состав провинции входили уезды:
- Новгородский уезд
- Новоладожский уезд
- Олонецкий уезд
- Порховский уезд
- Староладожский уезд
- Старорусский уезд

В 1770 году Староладожский уезд был упразднён.
В ноябре 1775 года деление губерний на провинции было отменено.

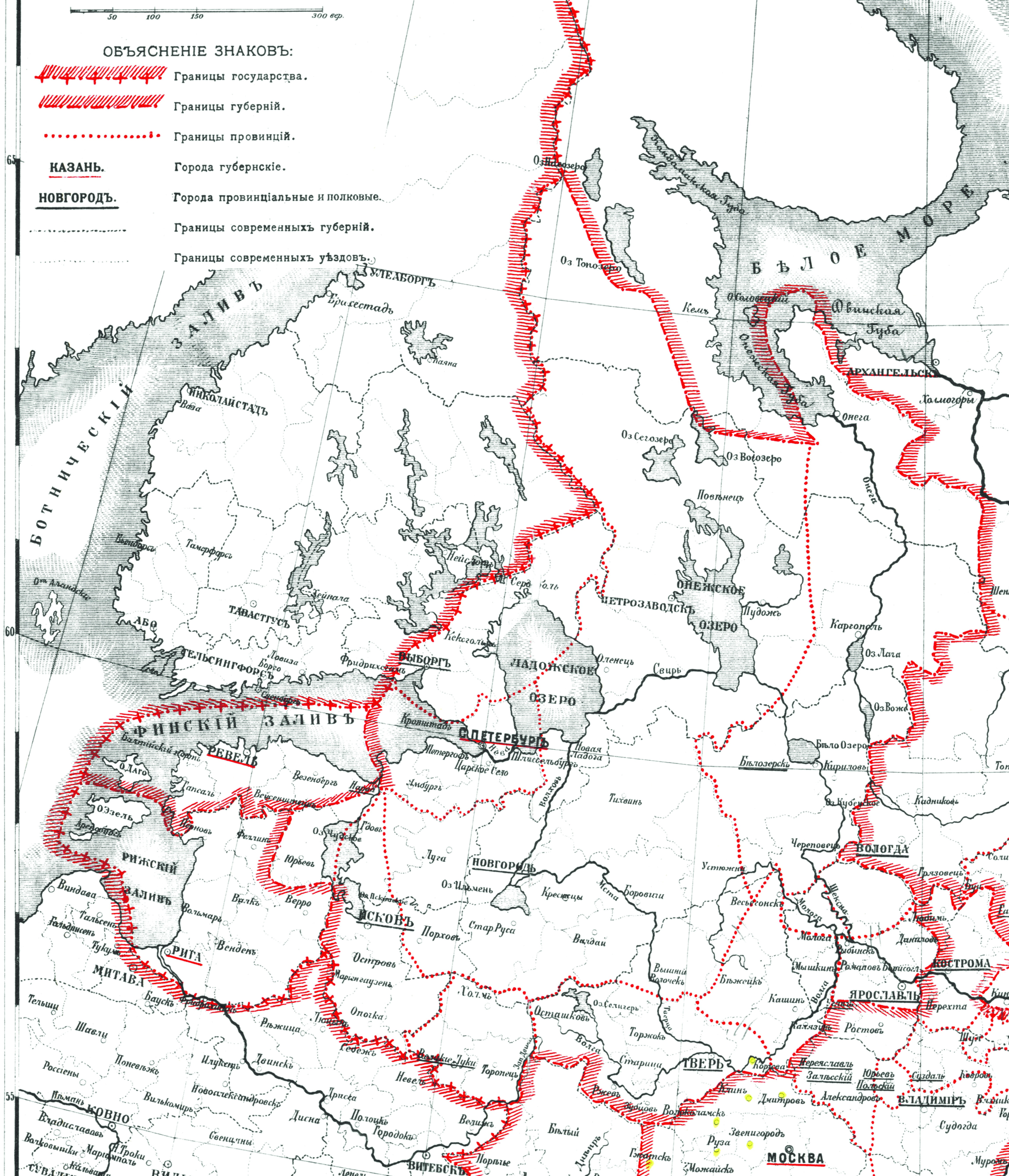
Провинция на карте Санкт-Петербургской губернии в границах 1720-х годов
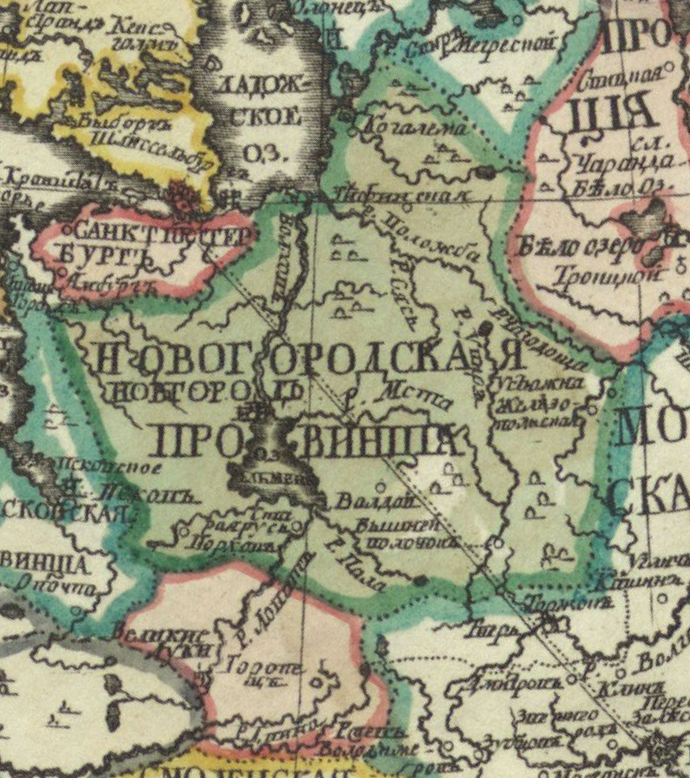
Территория Новгородской провинции из Атласа Российского 1745 года